# Operacja Brosz
Operacja Brosz (hebr. מבצע ברוש, Miwca Brosz) – izraelska operacja wojskowa przeprowadzona podczas I wojny izraelsko-arabskiej w dniach 9–18 lipca 1948 roku przeciwko wojskom syryjskim w rejonie moszawu Miszmar ha-Jarden, w południowej części Doliny Hula w Górnej Galilei. Operacja była prowadzona na północnym froncie walk. Całość operacji zakończyła się taktycznym patem (Izraelczycy nie zdołali osiągnąć swoich celów, ponieśli więc porażkę).

## Tło wydarzeń
Przyjęta 29 listopada 1947 roku Rezolucja Zgromadzenia Ogólnego ONZ nr 181 przyznała tereny Doliny Hula w Górnej Galilei państwu żydowskiemu. Plan podziału Palestyny nie został zaakceptowany przez Arabów w wyniku czego doszło do wojny domowej w Mandacie Palestyny (1947-1948), której kontynuacją była I wojna izraelsko-arabska. Początek wojny przebiegał w dolinie Hula stosunkowo spokojnie. Doszło tylko do kilku przypadków ostrzału artyleryjskiego tutejszych osiedli żydowskich. Jednak gdy Syryjczycy nie zdołali rozstrzygnąć na swoją korzyść bitew o Dolinę Kinaret (15-21 maja 1948), rozpoczęli przegrupowanie swoich sił na północ od jeziora Tyberiadzkiego. Planowali oni przeprowadzenie kolejnego natarcia w rejonie moszawu Miszmar ha-Jarden, który zajmował strategiczną pozycję na wzgórzu górującym nad mostem Bnot Jaakov, przy drodze prowadzącej z Safedu do Damaszku. Doszło wówczas do bitwy o Miszmar ha-Jarden (10 czerwca 1948) podczas Której Syryjczycy przejęli kontrolę nad strategicznym mostem i utworzyli przyczółek po zachodniej stronie rzeki Jordan zdobywając moszaw Miszmar ha-Jarden.
W okresie od 11 czerwca do 8 lipca 1948 roku w Palestynie obowiązywał pierwszy rozejm. Pomimo utrzymania linii frontu, sytuacja Izraelczyków była trudna, ponieważ Syryjczycy planowali kontynuować swoje natarcie z rejonu zdobytego moszawu Miszmar ha-Jarden w kierunku Safedu. Wojska syryjskie połączyłyby się wówczas z siłami Arabskiej Armii Wyzwoleńczej i wojskami libańskimi, stwarzając zupełnie nowe zagrożenie w Galilei. Dla izraelskiego dowództwa kwestia utrzymania drożności szlaków komunikacyjnych była priorytetowym zadaniem na północy. Szefem Północnego Dowództwa był generał Mosze Karmel, który bardzo dobrze zdawał sobie sprawę z trudności swego położenia. Opracowano wówczas plan operacji „Dekel”, której celem było poszerzenie terytorium kontrolowanego przez Izraelczyków na wąskim pasie wybrzeża w Zachodniej Galilei. Dopiero po osiągnięciu tego celu, miano kontynuować natarcie w Dolnej Galilei, dążąc do wyparcia sił Arabskiej Armii Wyzwoleńczej z Nazaretu. Równolegle planowano przeprowadzenie operacji „Brosz”, której celem była likwidacja przyczółku na zachodnim brzegu Jordanu i wyparcia sił syryjskich na Wzgórza Golan. Zdawano sobie przy tym sprawę, że przeciwnikiem jest zawodowa i doświadczona syryjska armia. Z tego powodu cały plan operacyjny operacji Brosz był tak sformułowany, aby unikać bezpośredniego starcia. Celem było okrążenie wojsk syryjskich w rejonie moszawu Miszmar ha-Jarden, oraz przecięcie dróg zaopatrzenia.
Zawieszenie broni zostało zerwane 8 lipca 1948 roku przez Egipcjan, którzy zajęli kilka ważnych strategicznie punktów na pustyni Negew. W odpowiedzi izraelskie dowództwo wydało rozkaz do rozpoczęcia operacji „Brosz”.

## Układ sił

### Siły arabskie
Wojska syryjskie zgromadzone w rejonie mostu Bnot Jaakov liczyły dwie brygady piechoty (siedem do ośmiu batalionów), jeden batalion czołgów i jednostki artylerii. Dodatkowo siły te korzystały ze wsparcia 12 samolotów.

### Siły żydowskie
Do przeprowadzenia operacji „Brosz” wyznaczono 22, 23 i 24 Batalion z Brygady Karmeli, 13 Batalion z Brygady Golani, 11 Batalion z Brygady Oded oraz wsparcie artylerii. Brakowało wsparcia czołgów i lotnictwa. Dowództwo nad całością sił objął Mordechaj Maklef, który umiejscowił siedzibę swojego sztabu w Hotelu Szulamit w Rosz Pina.

## Przebieg operacji
Operacja „Brosz” rozpoczęła się w nocy z 9 na 10 lipca 1948 roku od natarcia 23 Batalionu, który przeprawił się przez podmokłe tereny południowej części jeziora Hula na wschodni brzeg rzeki Jordan. Miał on okrążyć siły syryjskie od północy, zajmując znajdujący się na ich zapleczu Domek Celnika (na zboczach Wzgórz Golan). Okazało się jednak, że bardzo szybko natknięto się na umocnione syryjskie pozycje obronne. Nie dysponując wystarczającymi siłami do ich przełamania, izraelscy żołnierze cofnęli się i zajęli pozycje obronne blisko rzeki Jordan. Tymczasem jednostki inżynieryjne rozpoczęły budowę mostu pontonowego, przez który przeprawić się miały pozostałe siły Brygady Karmeli, aby od północy i wschodu zaatakować ufortyfikowane pozycje obronne przy moście Bnot Jaakov. Równocześnie 24 Batalion zajął Wzgórze 223 położone na południe od moszawu Miszmar ha-Jarden, a 11 Batalion przeprowadził dywersyjny atak na Wzgórze 243 na zachód od tego moszawu.
Rankiem 10 lipca Syryjczycy dostrzegli izraelską przeprawę i otworzyli ciężki ostrzał artyleryjski, niszcząc most pontonowy. Z tego powodu na wschodni brzeg nie zdołały się przeprawić wszystkie siły 22 Batalionu. Równocześnie dwa syryjskie bataliony piechoty, wspierane przez kompanię czołgów, artylerię i sześć samolotów przeprowadziły silny kontratak na izraelski przyczółek na wschodnim brzegu rzeki Jordan. Były to najlepsze jednostki syryjskie, które ze stosunkowo dużą łatwością zmusiły żydowskich żołnierzy do wycofania się. Izraelczycy ponieśli przy tym duże straty. Syryjskie samoloty posiadały całkowite panowanie w powietrzu. Kilkakrotnie bombardowały one Rosz Pinę, atakując między innymi izraelskie dowództwo w Hotelu Szulamit oraz pobliską byłą brytyjską bazę lotniczą Rosz Pina. Były tam skoncentrowane liczne pojazdy i wielu ludzi. Z tego powodu bombardowanie wywołało duże straty. Zginęło 7 osób, a 27 zostało rannych.
W nocy z 10 na 11 lipca na wschodnią stronę Jordanu przeprawił się rezerwowy 13 Batalion Brygady Golani, którego przybycie umożliwiło odzyskanie utraconych w ciągu dnia pozycji. W godzinach popołudniowych 11 lipca syryjska artyleria rozpoczęła ciężki ostrzał kibucu Deirdre, który był jedynym żydowskim osiedlem na wschodnim brzegu jeziora Hula. Następnie natarcie rozpoczęła piechota. Obrońcy kibucu podpuścili Syryjczyków na bardzo małą odległość, i dopiero gry nacierający weszli na wąski pas pola minowego, otworzyli do nich ogień z broni maszynowej. Walki trwały aż do wieczora i zakończyły się wycofaniem Syryjczyków, którzy stracili co najmniej 50 zabitych. Obrońcy stracili 3 zabitych.
W kolejnych dniach intensywność walk zmalała. 12 lipca odparto kilka syryjskich ataków na południowy wschód od jeziora Hula. W nocy z 13 na 14 lipca 11 Batalion Brygady Oded przeprowadził kolejne nieudane natarcie na Wzgórze 243 na zachód od moszawu Miszmar ha-Jarden. W dniu 14 lipca pojawiły się doniesienia, że Syryjczycy przygotowują generalny atak na zachód, w kierunku na Rosz Pinę. Z tego powodu Mordechaj Maklef nakazał wycofanie sił ze wschodniego brzegu Jordanu. 16 lipca Izraelczycy zestrzelili syryjski samolot Harvard. Ostatnie natarcie przeprowadził w nocy z 17 na 18 lipca 23 Batalion Brygady Karmeli, poniósł jednak ciężkie straty i wycofał się. Wieczorem 18 lipca weszło w życie zawieszenie broni.

## Reakcje i następstwa
Operacja „Brosz” zakończyła się niepowodzeniem, ponieważ nie udało się zlikwidować syryjskiego przyczółka w rejonie moszawu Miszmar ha-Jarden. Zdołano jednak odsunąć zagrożenie syryjskiego natarcia w kierunku na Safed i zmniejszono zagrożenie Górnej Galilei. Sam przyczółek pozostał w rękach syryjskich do końca wojny, i aż do 1967 roku stanowił obszar strefy zdemilitaryzowanej pomiędzy Izraelem a Syrią.